# Hôtel d'Angleterre
O Hotel d’Angleterre - literalmente Hotel da Inglaterra - fica situado no  quai du Mont-Blanc em Genebra, Suíça.

## História
Uma obra do arquitecto  Anthony Krafft, foi construído em 1872, e é reconhecido como um dos hotéis que fazem parte da 'herança'  da cidade de Genebra.
A sua situado permite que a maioria dos aposentos estejam virados para a Rade de Genebra e como painel de fundo o Jet d'Eau em frente ao Monte Branco.
Em 1910 o hotel foi aumentado pelo que a entrada principal se faz pela Rue de Monthoux. 1955 encerra por um ano para as grandes obras que só deixaram ficar as fachadas, as escadas e os pavimentos da entrada foram conservados.
Em 2001 o hotel faz parte da Red Carnation Hotel Collection.

## Direcção
Hotel d'Angleterre 

Quai du Mont-Blanc, 17 

1201 Geneva

## Documentação e Referências
- «Sítio oficial»